# Clarence Henry
Clarence „Frogman“ Henry (* 19. März 1937 in New Orleans, Louisiana; † 7. April 2024) war ein US-amerikanischer R&B-Sänger. Sein bekanntester Hit ist 
Ain’t Got No Home aus dem Jahr 1956, der eine Brücke zwischen Rhythm and Blues und Rock ’n’ Roll schlägt.

## Biografie
Als Kind bekam Clarence Henry Klavierunterricht. Seine musikalischen Vorbilder waren Fats Domino und Professor Longhair, die er während seiner Highschool-Zeit imitierte. Er spielte in verschiedenen Bands Klavier und Posaune.
1956 bekam er die Gelegenheit, für Chess Records seine Eigenkomposition Ain’t Got No Home aufzunehmen. Die Platte wurde ein Hit und Henry bekam den Spitznamen „Frogman“, da er in dem Stück wie ein Frosch quakte. Es folgten ausgedehnte Tourneen durch die USA, zunächst mit Wandershows, später auch als Solokünstler mit eigener Band. Unter anderem trat er 1957 im Apollo Theater in New York auf.
1958 ging Henry zurück nach New Orleans, wo er von nun an in lokalen Clubs arbeitete. Mit dem Bobby-Charles-Titel (I Don’t Know Why) But I Do sowie You Always Hurt the One You Love hatte er 1961 zwei weitere große Hits. Gelegentlich ging er wieder auf Tour, etwa 1959 als Bandleader für Chuck Berry oder 1964 mit den Beatles. Im Laufe der Zeit trat er mit zahlreichen Stars auf, darunter Tina Turner, Dr. John, Professor Longhair, Jerry Butler, James Brown, Little Richard und Bonnie Raitt. Seine Engagements führten ihn auch nach Europa.
Henry stand noch lange auf der Bühne und war regelmäßiger Gast beim New Orleans Jazz and Heritage Festival. Er starb im April 2024 im Alter von 87 Jahren.

## Auszeichnungen
Clarence Henry erhielt zahlreiche Auszeichnungen, von denen hier nur die wichtigsten aufgezählt werden. 1995 wurde er in die Louisiana Hall of Fame aufgenommen, deren Living Legend Award er 2002 erhielt. 2003 bekam er den Pioneer Award der Rhythm and Blues Foundation.
Die Hits von Clarence Henry wurden in vielen Filmen verwendet, darunter Forrest Gump, The Lost Boys, Casino und Mickey Blue Eyes.